# Disgenèsia
La disgenèsia (també coneguda com a cacogenèsia) és l'estudi dels factors que produeixen l'acumulació i perpetuació de gens defectuosos o desfavorables i la forma que adopten en una població particular o en les espècies. La mutació disgenèsica s'ha estudiat en animals com el ratolí i la mosca de la fruita. El terme disgenèsia es va usar primer com un antònim d'eugenèsia (la filosofia social de la millora de les qualitats en l'herència humana amb intervenció governamental).

## Teories
La paraula disgenèsia el va usar primer com adjectiu, cap a 1915, David Starr Jordan per a descriure els efectes disgènics de la Primera Guerra Mundial. Jordan creia que la guerra havia matat principalment homes saludables i havia preservat, en canvi, els discapacitats que no van anar a la guerra.
Durant 1965, Colum Gillfallen va especular que el plom usat pels antics romans per fer les canonades i per cuinar hauria enverinat les aigües, sobretot de les elits, i provocat la caiguda de l'Imperi Romà. La teoria de Gillfallen va ser refutada durant 1985 per Needleman i Needleman analitzant el contingut de plom dels ossos i dient que no afectaven la fertilitat.